# Міжнародна благодійна організація «Інститут професійного фандрайзингу»
Міжнародна благодійна організація «Інститут професійного фандрайзингу» – структура, метою якої є розвиток  взаємовідносин між благодійниками та організаціями громадянського суспільства на основі довіри шляхом утвердження стандартів практики фандрайзингу в Україні.

## Місія
«Інститут професійного фандрайзингу»  прагне розвивати і підтримувати міжнародні стандарти фандрайзингу в Україні, стимулювати взаємозв’язок  між благодійниками та організаціями громадянського суспільства з метою ствердження  громадянського суспільства.

## Історія інституту
«Інститут професійного фандрайзингу»  утворився у  2001 році  за  ініціативою фахівців, що працюють в сфері розвитку громадянського суспільства та фандрайзингу на Міжнародному семінарі з фандрайзингу в Україні. Потреба випливала з того, що в Україні  потрібно створити систему, яка б сприяла розвитку професійних навичок роботи в неприбуткових організаціях та розробці проектів для залучення коштів для діяльності цих організацій.  У листопаді 2007 року інститут було засновано, а  21 квітня 2008 року відбулась реєстрація Міністерством юстиції України.  Інститут отримав статус міжнародної благодійної організації. Діяльність організації поширюється не тільки в Україні, а й за кордоном, зокрема у Великій Британії. Інститут розв’язує завдання об'єднання фандрайзерів і тих, хто займається благодійною діяльністю на демократичній основі.  Інститут розробив етичний кодекс діяльності фандрайзерів, сертифіковані програми із практичного фандрайзингу та підвищення кваліфікації фандрайзерів. Спочатку «Інститутом професійного фандрайзингу»  було створено методичну основу для проведення семінарів з питань фандрайзингу, тренінгів та освітніх заходів. Такі семінари за участю членів організації проходили і за кордоном. Під час таких зустрічей відбувається обмін досвідом у сфері фандрайзингу. З 2008 «Інститут професійного фандрайзингу»  має членство у Європейській фандрайзинговій асоціації (ЕФА) і отримав сертифікат на право викладання основ фандрайзингу до 2011 року. Інститут є членом Асоціації Благодійників України та одним із організаторів конкурсу «Благодійник року»

## Цінності організації
Серед цінностей, на яких базується діяльність «Інститут професійного фандрайзингу»  є розвиток довіри у суспільстві, всеобуч фандрайзингу, відкритість, колегіальність, прозорість в управлінні, пріоритетність потреб клієнтів, професіоналізм, орієнтація на найкращі світові досягнення в сфері фандрайзингу.

## Сфера діяльності
Сферою  діяльності ІПФ  є благодійність та залучення ресурсів до суспільно-важливих організацій та проектів. В даній сфері ІПФ проводить консультування, надає  інформаційно-методичну підтримку, навчає  і організує співпрацю та обмін інформацією між цільовими групами.  Оскільки в Україні подібної структури не існувало, за основу діяльності ІПФ було взято досвід функціювання національних об'єданнь фандрайзерів з США та Великої Британії.
Члени команди намагаються підвищувати свій професійний рівень. Полем  діяльності Інституту   є благодійність та залучення фінансів до благодійницьких проєктів. 
Під час підготовки до президентських виборів у 2010 році в Україні «Інститут професійного фандрайзингу»  взяв участь у пресконференції "Підтримай "Національний екзит-пол 2010 !" Прес-конференція проводилась з метою залучення коштів для проведення двотурового екзит-полу 17 січня та 7 лютого 2010 року Директор Інститут  Світлана Куц на прес-конференції сказала, що такий шлях, це шлях президента  США Барака Обами.   Про важливість акції прозвучали слова:
«Треба голосувати не тільки своїм голосом, а й своєю гривнею. Ця акція варта того, щоб її підтримали всі українські громадяни".
Оскільки в Україні схожого об’єднання не існувало, за основу  взято досвід роботи об'єднань фандрайзерів з США та Великої Британії.
Так  сьомий Міжнародний семінар з фандрайзингу відбувся 16-20 жовтня 2007 року в Києві. Темою семінару було визначено наступне: РОЗШИРЯЄМО ГОРИЗОНТИ: ШИРОКОМАСШТАБНИЙ ФАНДРАЙЗИНГ» На семінарі збирались авторитетні практики  фандрайзингу, серед яких був присутнім  Джон Баглі. У грудні 2011 року в Києві у Будинку вчителя відбувся X Міжнародний конгрес фандрайзерів "Лоу-кост фандрайзинг". Одним із організаторів конгресу був «Інститут професійного фандрайзингу». Конгрес пройшов  форматі баркемп і був спрямований на покращення шляхів фандрайзингу в процесі розвитку суспільства. На Конгресі пройшов обмін досвідом українських та британських професіоналів. VIP-гостем Конгресу був Кен Філліпс (США), який працює у сфері фандрайзингу 45 років.
Інститутом створено Клуб «4П Фандрайзингу» з метою всеобучу. Це добровільне та безплатне об’єднання, засідання якого влаштовують професіонали Інституту. Метою зустрічей є обмін досвідом у залученні ресурсів та підвищення самооцінки третього сектору. Ресурсний центр 

## Як стати членом Інституту
Членство в Інституті може бути  повним та асоційованим, відповідно до залучення управління Інститутом. Повне членство передбачає  наявність сертифікату професійного фандрайзера.  Для того, щоб стати асоційованим членом Інституту потрібно заповнити  необхідну анкету члена Інституту згідно з брошурою Інституту і перерахувати суму 250 гривень на рахунок Інституту, як членський внесок.